# ビッグ・ボウの殺人
『ビッグ・ボウの殺人』（ビッグ・ボウのさつじん、原題：The Big Bow Mystery）は、イズレイル・ザングウィルの推理長編小説。密室殺人を使った古典作品。

## 特徴
- 作者は序文で「これまで出入りできない部屋での殺人を書いた作家はいない」と公言しており、本作が史上初の『密室もの』とされる[2]。
- 密室トリックのほか、二人の探偵のうち「事件の謎を解くのはどちらなのか」という『推理競争』が、後半の主題になっている。

## 物語
ロンドンのボウ地区で下宿屋を営むドラブダンプ夫人は寝坊してしまい、下宿人のモートレイク氏は、すでに出かけてしまったらしい。あわててもう一人の下宿人のコンスタント氏を起こしに二階へ上ったが、ドアには鍵がかかり返事がない。不安になった夫人が、近所に住む元刑事のグロドマンを呼び寄せてドアを破ってみると、喉を切り裂かれたコンスタント氏の死体が横たわっていた。

## 主な登場人物
- ドラブダンプ夫人 - 下宿屋の女主人。事件の第一発見者。
- トマス（トム）・モートレイク - 社会主義活動家。
- ジェシカ（ジェシー）・ダイモンド - モートレイクの恋人。
- アーサー・コンスタント - 被害者。モートレイクの友人でやはり活動家。
- デンジル・キャンタコット - 芸術性にこだわった詩を書く詩人。
- ジョージ・グロドマン - 近所に住む引退した刑事。趣味で事件を捜査する。
- エドワード・ウィンプ - グロドマンにライバル意識を持つ現役の刑事。

## 特記事項
- 連載中の作者に或る読者から「意外な人物」が真犯人だと、理由と殺人トリックを添えて回答が寄せられ、驚いたことが本作の序文に紹介されている[3]。

## 書誌情報
- 『ビッグ・ボウの殺人』初版　1980年 （吉田誠一：訳）早川書房　ハヤカワミステリ文庫　66-1　ISBN　4-15-073451-8